# 하자라인
하자라인(페르시아어:هزاره(Hazāra), 하자라어: آزره (Āzra))은 아프가니스탄 중부의 하자라자트(Hazarajat) 지역을 중심으로 거주하는 민족이다. 인접한 이란이나 파키스탄의 퀘타 등 일부 지역에도 상당수 분포하고 있다.
주로 페르시아어의 동부 방언으로 여겨지는 하자라어를 사용하며 이는 파슈토어와 함께 아프가니스탄의 공용어로 지정되어 있다. 이들은 아프가니스탄에서 파슈툰족, 타지크족에 이어 세번째로 인구가 많은 민족인데, 역사적으로 상당한 민족 탄압을 받은 집단으로도 알려져 있다.

## 기원
하자라인의 기원에 관해서는 불확실한 점이 많으나, 몽골족, 튀르크족, 이란족의 혼혈로 형성된 민족 집단으로 추정된다. 이들은 외형과 문화적 특징이 아프간 내의 다른 민족들에 비해 몽골족 및 튀르크족에 유독 가까우며, 특히 하자라인의 형성에 있어서 몽골 제국 팽창 이후 몽골족의 영향이 컸던 것은 분명하다.
상세한 기원에 대해 크게 3가지 이론을 들 수 있다. 하자라인이 몽골 제국의 건국에 지대한 영향을 준 튀르크인이라는 설, 기원전 2000년에서 1500년 사이에 일어난 인도유럽계 유목민들의 동쪽 진출과 몽골 정복이 일어나기 이전부터 존재한 원주민이라는 설, 아프가니스탄을 거쳐간 여러 민족들 중 하나라는 설이 여기에 해당한다. 하자라인의 기원에 대한 설화 중 가장 유명한 건 몽골 제국의 건국에 많은 영향을 끼친 튀르크족이 하자라인이라는 것이다. 이 때문에 19세기 유럽의 여러 여행자들이 하자라인을 방문했다.
하자라라는 명칭은 페르시아어로 ‘1천’을 의미하는 하자르(페르시아어: هزار hazār)에서 나온 말인데, 몽골어에서 ‘천인대’를 의미하는 minggan를 번역한 말일 가능성이 있다. 이와 비슷하게, 파키스탄의 이슬라마바드 북방에 있는 '하자라'라는 마을은 티무르 왕조의 시대에 그 지역에 정착한 부대에서 그 이름이 기원했다.
하자라라는 집단은 무굴 제국의 시황제, 바부르의 자서전인 바부르나마에서 처음으로 확인할 수 있다. 바부르가 하자라라고 지칭한 대상은 여럿이다. 바다흐샨 지역의 루스탐하자라, 투르크만 하자라, 카불 서쪽의 산악지대 거주민들 등이 바부르가 하자라라 부른 집단들의 일부이다. 바부르가 사용한 ‘하자라’의 정확한 의미는 아직 밝혀지지 않았으나, 현재는 일반적으로 아프가니스탄의 몽골계 색체를 강하게 지닌 사람들을 하자라라 부른다.

## 인구
인구조사에 따라 아프가니스탄 인구의 10-20%를 차지하는 것으로 추산된다. 1888년에서 1893년까지의 기간에 걸쳐 일어난 하자라인 반란 중에 거의 절반이 학살당하기 전까지는 아프가니스탄 지역 인구의 2/3을 차지하는 다수민족이었다는 주장도 있다.

## 언어
하자라인이 사용하는 하자라어는 페르시아어 계통의 방언으로, 단순히 페르시아어를 사용하는 사람도 많다. '하자라어'라는 용어는 페르시아어의 아프가니스탄 방언들을 통틀어 가리키는 '다리어'와도 혼용되는 명칭이기도 하다.

## 사진

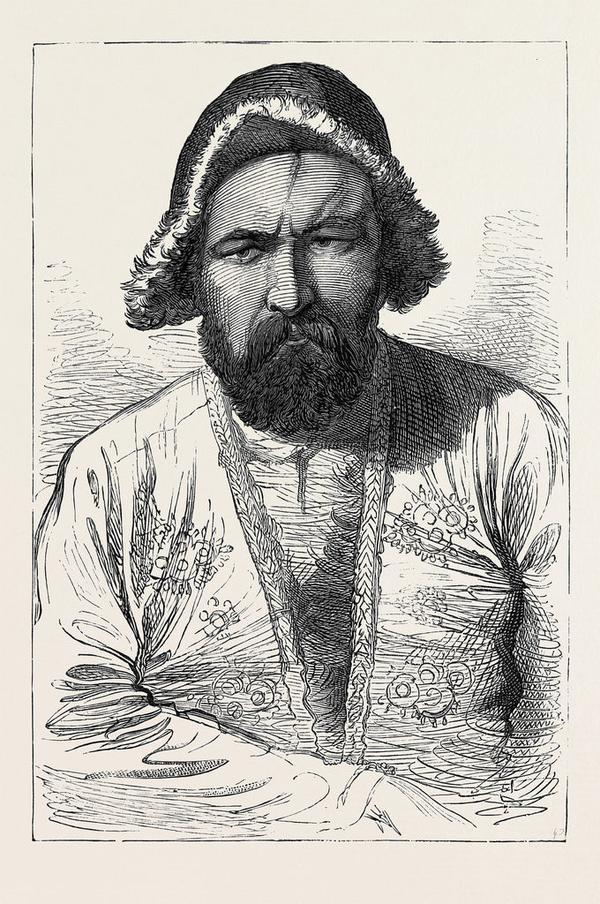
1879년 그려진 하자라족 사람
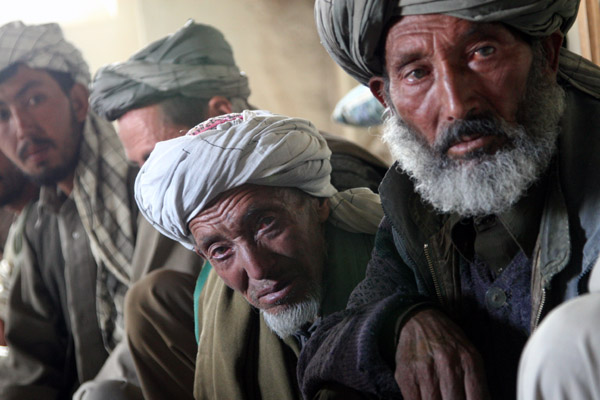
바르다크주 베흐수드의 하자라 남자들
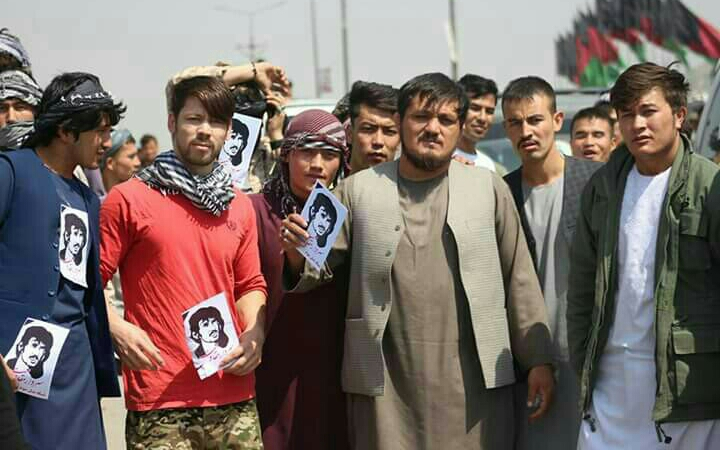
카불의 하자라인들
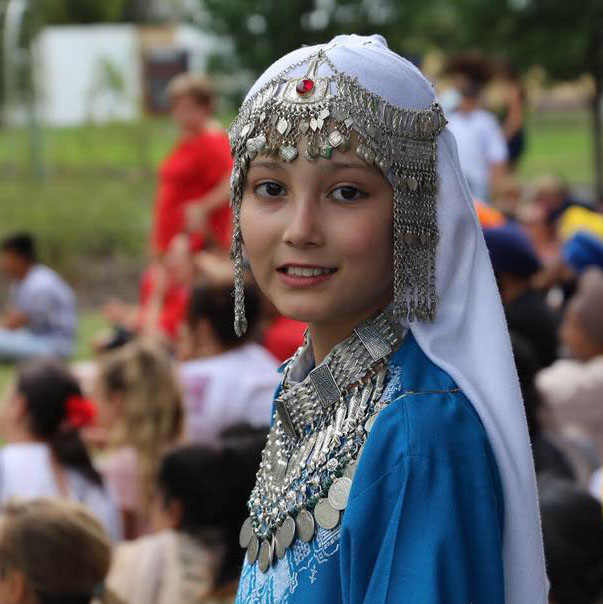
전통의상을 입은 하자라 소녀
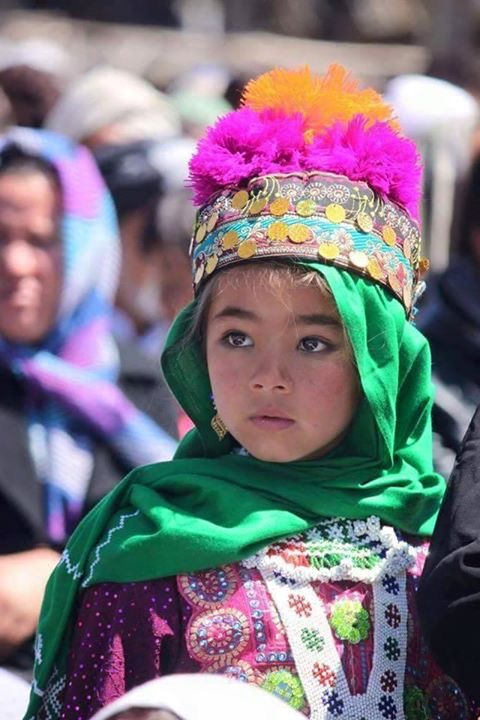
전통의상을 입은 하자라 소녀
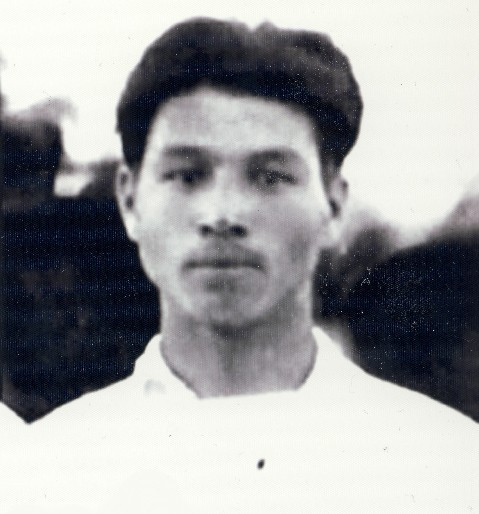
아프간 국왕 무함마드 나디르 샤를 암살한 압둘 할리크 하자라
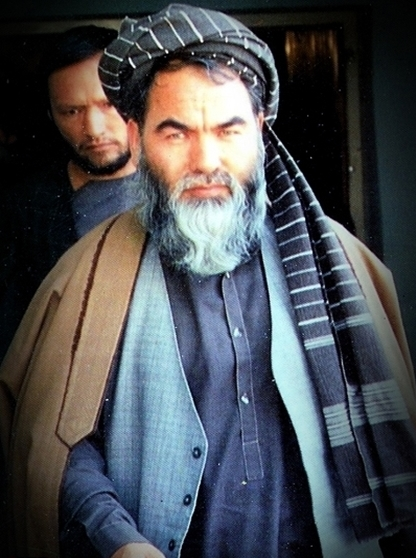
소련-아프간 전쟁 당시 활동한 군벌 압둘 알리 마자리
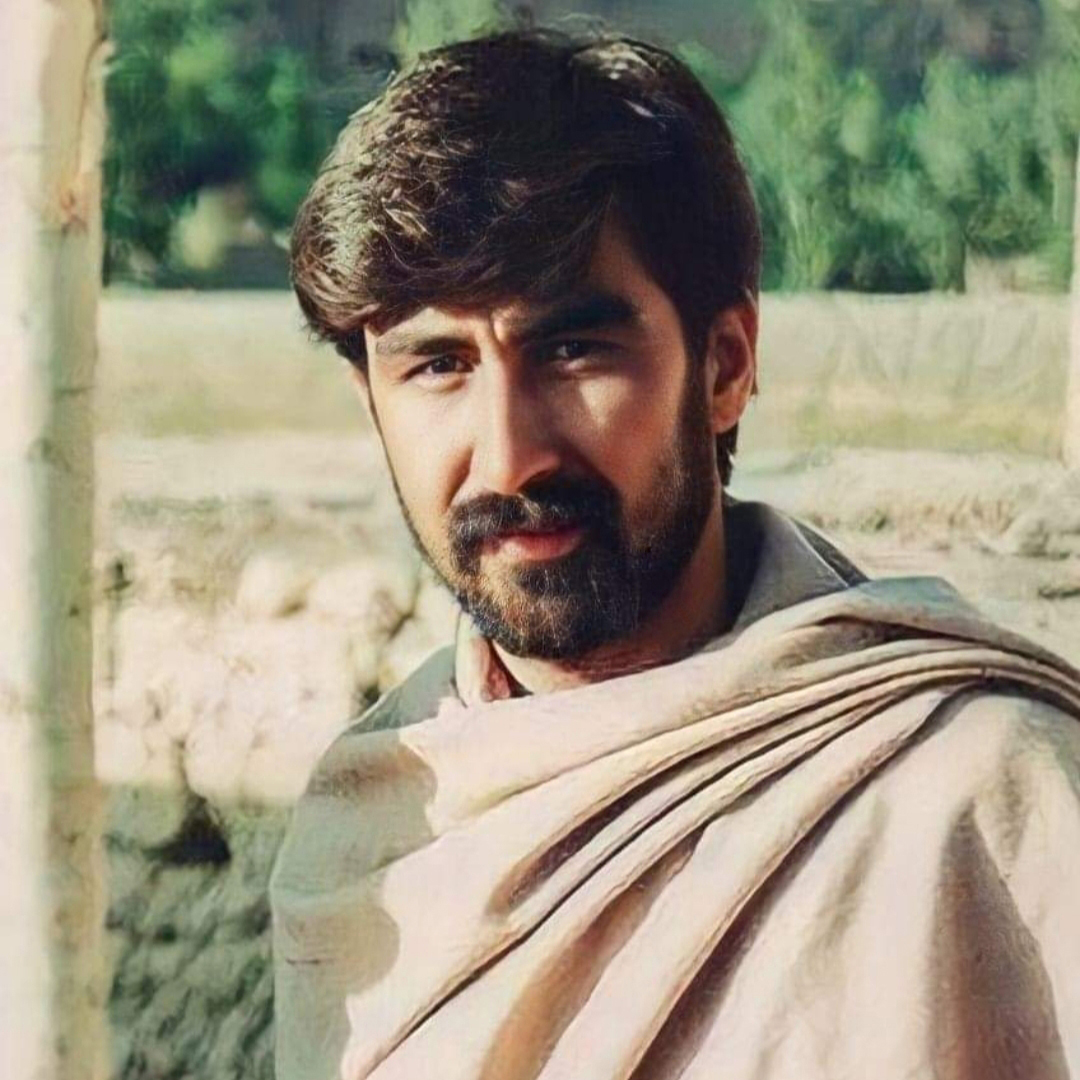
하자라인 가수 다우드 사르호시(Dawood Sarkhosh)

## 같이 보기
- 위구족